# Chlorure d'actinium
Le chlorure d'actinium est un cristal blanc composé de chlore et d'actinium.

## Structure cristalline
Le chlorure d'actinium cristallise dans la structure type UCl3, de groupe d'espace P 63/m. Ses paramètres de maille sont a = 7,63 Å et c = 4,56 Å. L'actinium occupe la position de Wyckoff 2c, et le chlore la position 6h (avec y ~ 0.29)

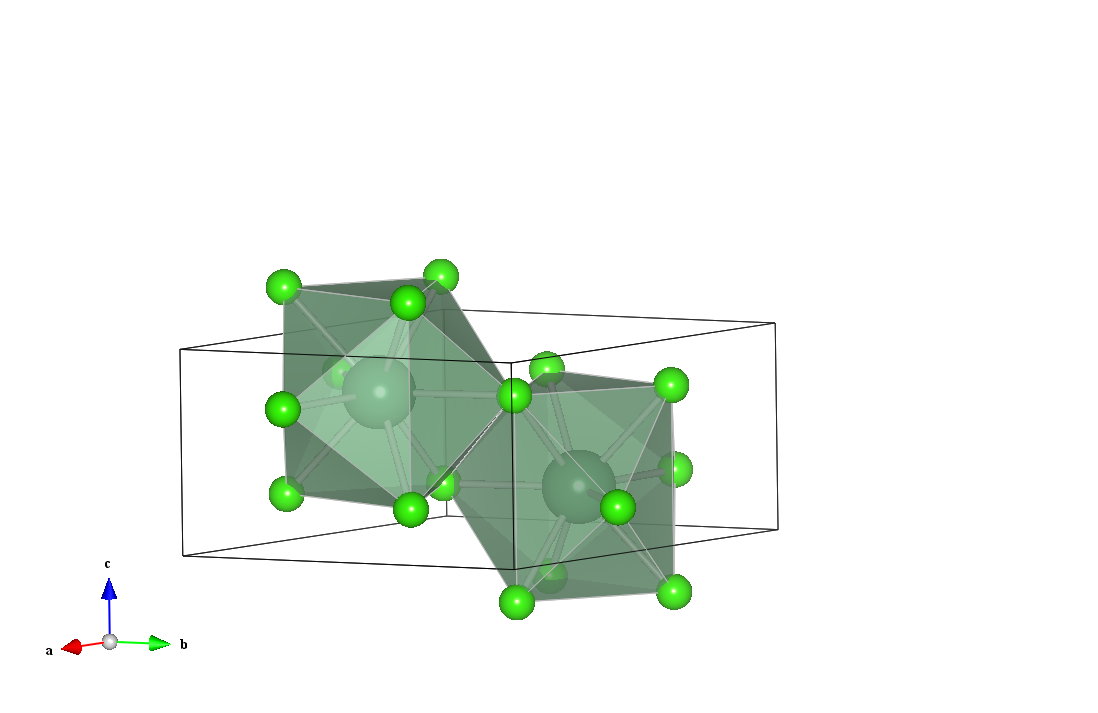
structure cristalline du chlorure d'actinium. L'actinium est situé ici au centre du polyèdre de coordination formé par les ions chlorures